# Jan Anton Losy von Losinthal
Jan Anton Losy von Losinthal (auch Johann Anton Losy Graf von Losinthal; tschechisch Jan Antonín Losy hrabě z Losinthalu; * 1600; † 27. Juli 1682 in Prag) war ein böhmischer Adliger.

## Herkunft
Die Losy (auch Logi, Losi) waren ein aus Südtirol stammendes Geschlecht, aus welchem Johann Anton Losi zu Beginn des 17. Jahrhunderts in kaiserlichen Diensten nach Böhmen kam. Seine Eltern waren Thomas Losy de Losis und eine geborene de Mora (de Rubielos). Die Losi de Losis sollen aus einem schweizerischen Adelsgeschlecht aus Poschiavo im Kanton Graubünden oder aus Piuro bei Chiavenna stammen.

## Leben
Johann Anton Losy wurde am 12. Juli 1647 in Klattau mit dem Prädikat „von Losinthal“ in den böhmischen Ritterstand erhoben, erhielt am 12. Dezember 1648 als Johann Anton Losy von Losinthal das Inkolat und am 15. Oktober 1655 in Ebersdorf die böhmische Bestätigung des inzwischen erlangten Reichsgrafenstandes. Damit gehörte er als Graf von Losimthal dem Böhmischen Herrenstand an. Er war königlich böhmischer Faßgeld-Einnehmer und Salzamtmann, dann Hofkammerrat in Prag und beaufsichtigte die Wein-, Salz- und Biereinkünfte. 1648 erwarb er die Herrschaft Steken und 1652 Stenitz.
1664 kaufte Reichsgraf Losy von Losinthal einen Großteil der verschuldeten Grundherrschaft Tachau von den Töchtern des im Jahr 1651 verstorbenen Erbherrn Johann Philipp Husmann und vereinigte diese mit Steken zu einem Familienfideikommiss. Nachfolgend finanzierte er den schon von Johann Philipp Husmann begonnenen Bau der Klosterkirche in Heiligen bei Tachau. Die alte Tachauer Burg ließ er in ein Schloss als Familiensitz umbauen. Ebenso finanzierte er Ende des 17. Jahrhunderts den aufwändigen Umbau des Tachauer Franziskanerklosters. Die Grafen Losy von Losimthal besaßen die Grundherrschaft Tachau über drei Generationen, bis die Familie 1781 im Männerstamm erlosch.

## Familie und Angehörige
Johann Anton Graf Losy von Losimthal war mit Anna Constanze Koller von Lerchenreith und Gru(e]begg bei Bad Mitterndorf verheiratet. Sie war eine Tochter des steierischen Regimentskanzlers Bartholomäus Koller zu Lerchenreith und der Elisabeth, geborene Gru(e)ber von Grubegg, Tochter eines Hammergewerken und Handelsmannes. Der Ehe entstammten zwei Söhne und zwei Töchter:
1. Johann Anton der Jüngere („Graf Logi“) (* um 1645, † 1721 in Prag), auf Tachau, Winternitz und Stienitz, kaiserlicher Kämmerer und Geheimrat, bekannter Lautenspieler und Komponist, auch kaiserlicher Musikdirektor am Wiener Hof. Er war mit Franziska Klaudia Gräfin von Strassoldo verheiratet. Deren Sohn Adam Philipp war mit Maria Ernestine Gräfin Fuchs von Bimbach und Dornheim verheiratet. Er war kaiserlicher Generalbau- und Musikdirektor in Wien und Präsident der niederösterreichischen Landesregierung und starb am 21. April 1781 als letzter Namensträger der Grafen Losy von Losimthal.
2. Johann Baptist, auf Stecken, Rzepicz und Czenicz, unverehelicht verstorben
3. Maria Theresia (* 1659, † 27. Februar 1695 in Prag) war mit Ferdinand Christoph Ritter Scheidler von Czeidlern, auf Liboch, Sukorad, Ober-Berzkowicz, Weltrus und Jeniowes verheiratet, der das Amt des Landesunterkämmerers sowie des königlichen Hauptmanns der Prager Kleinseite bekleidete. Der Ehe entstammten sechs Töchter.
4. Anna Konstance († 18. August 1696 in Radenin bei Tachau), war mit Johann Georg Leopold Freiherr von Sporck, auf Radenin und Chaustnik verheiratet, welcher in Chaustnik am 14. Februar 1705 verstorben ist. Der Ehe entstammten drei Töchter.
Nach dem Tod von Johann Anton d. Ä. Graf von Losimthal erweiterte dessen Sohn Johann Anton Losy von Losinthal die Tachauer Herrschaft um einige Herrschaften, die im Jahre 1721 dessen Sohn Adam Philipp Losy von Losinthal übernahm. Da er ohne eheliche Nachkommen verstarb, entstand unter den Erbberechtigten ein Prozess. Die Herrschaft Tachau wurde im Jahre 1781 von Reichsgraf Joseph-Niklas zu Windisch-Graetz durch Kauf erworben.